# Joseph Zoderer

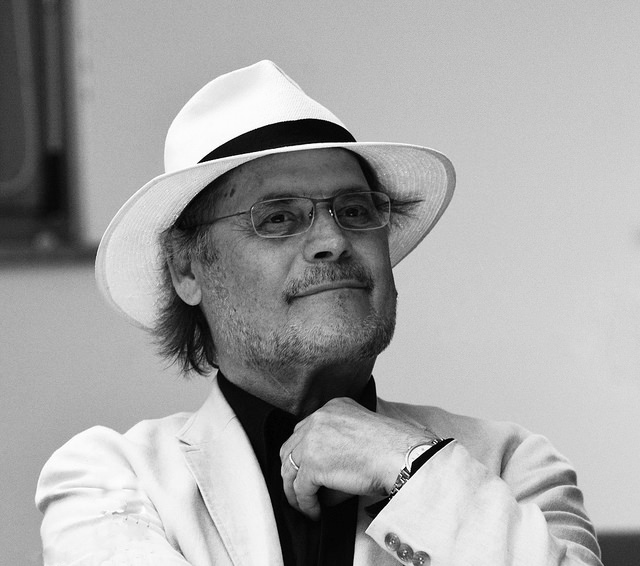
Joseph Zoderer (2015)

Joseph Zoderer (* 25. November 1935 in Meran; † 1. Juni 2022 in Bruneck; Pseudonyme: Valentin Tichtl, Franz Arthur, Joseph Valentin, Rainer Son) war ein italienischer Schriftsteller deutscher Muttersprache aus Südtirol. Sein Werk ist geprägt durch die Reflexion über subjektive und Gruppenidentität im Zusammenhang mit Kulturkontakt.

## Leben
Seine ersten Lebensjahre verbrachte Zoderer in Südtirol. Im Zuge der Option in Südtirol zog die Familie 1940 nach Graz, wo Joseph Zoderer seine Kindheit erlebte. 1948 wurde er Schüler am Gymnasium in Widnau (Schweiz).
Als seine Familie 1949 in die Heimat zurückkehrte, begleitete Zoderer sie zunächst nicht. Bevor er nach Südtirol zurückzog, besuchte er das Widnauer Gymnasium weitere drei Jahre. Dann folgten Aufenthalte in verschiedenen Oberschulen. Schließlich maturierte Zoderer 1957 in Meran.
Von 1957 bis 1963 studierte Zoderer Jura, Philosophie, Theaterwissenschaften und Psychologie an der Universität in Wien, brach diese Studien jedoch ab. Zeitgleich war er als Journalist für den Kurier, die Kronen Zeitung und Die Presse tätig. Ende der 1950er Jahre erschienen erste Lyrik- und Kurzprosaveröffentlichungen Zoderers. Die Aufmerksamkeit der Öffentlichkeit wurde dem Südtiroler erstmals 1974 durch eine Sammlung sozialkritischer Dialektdichtung zuteil.
Sein offizielles Debüt als Romanautor feierte er 1976 mit Das Glück beim Händewaschen, obwohl nach Angaben Zoderers Der andere Hügel (1995 veröffentlicht) sein erster Roman war. Nach der Teilnahme an den Österreichischen Jugendkulturwochen 1965 und 1969 begann Zoderer sich verstärkt literarisch zu betätigen. 1970 bereiste er Kanada, die USA und Mexiko. 1971 wurde Zoderer Rundfunkredakteur beim Rai Sender Bozen, bevor er sich 1981 für ein Leben als freier Schriftsteller entschied.
1975 nahm er an den Rauriser Literaturtagen, 1981 beim Ingeborg-Bachmann-Preis in Klagenfurt teil. Von 1981 bis 1982 war Zoderer mitbegründendes Mitglied der Südtiroler Autorenvereinigung, seither gehörte er der Grazer Autorenversammlung an. Außerdem war der Südtiroler Schriftsteller ab 1987 Ordentliches Mitglied der Accademia Roveretana degli Agiati und ab 1993 korrespondierendes Mitglied der Deutschen Akademie für Sprache und Dichtung in Darmstadt.
Joseph Zoderer lebte jahrelang in Terenten im Pustertal und war zuletzt in Bruneck wohnhaft. Er starb am 1. Juni 2022 den Angaben zufolge an den Folgen eines Haushaltsunfalls.
Zoderer war seit 1972 mit der Malerin und Architektin Sandra Morello verheiratet.

## Werk
Zoderers literarisches Werk umfasst Prosa (Romane, Erzählungen) sowie Lyrik; es erstreckt sich über sechs Jahrzehnte und wurde vielfach ausgezeichnet. Insgesamt wurden zu seinen Lebzeiten drei Erzählbände, fünf Gedichtbände und neun Romane veröffentlicht. Außerdem erschien 1996 das Kinderbuch Als Anja dem Christkind entgegenging, illustriert von Linda Wolfsgruber.
Der Autor, der sich selbst als „deutscher Autor mit österreichischer kultureller Prägung und italienischem Pass“ bezeichnete, widmete sich immer wieder der „Südtirolthematik“, einem Leben zwischen zwei Kulturen, das fast zwingend eine Identitätskrise nach sich zieht. Auch Zoderers bekanntester Roman Die Walsche, der in Italien den Status eines Bestsellers erreichte, setzt sich mit dieser Thematik auseinander, wobei speziell in diesem Werk die starren kulturellen Grenzen und die Unwilligkeit der Menschen, sich Fremder geistig anzunehmen, als Kritikpunkte dienen. Seit dem Erscheinen dieses Romans 1982 galt Zoderer als einer der bedeutendsten Autoren Südtirols; seine Bücher wurden ins Italienische, Französische, Slowenische, Chinesische, Russische und Japanische übersetzt. Die Romane Das Glück beim Händewaschen und Die Walsche wurden außerdem erfolgreich fürs Fernsehen verfilmt, Die Walsche ebenso erfolgreich als Theaterstück adaptiert.
Allgemein charakteristisch für das umfangreiche Prosawerk war die Tatsache, dass viele stoffliche Elemente der Texte Parallelen zu Zoderers Biographie aufweisen. Häufig behandelte er Themen wie Nachkriegszeit, Fremde, Südtirol und das Leben im Internat.
2007 erwarb das Land Südtirol Zoderers Vorlass für 250.000 Euro. Die Materialien wurden daraufhin dem Forschungsinstitut Brenner-Archiv der Universität Innsbruck zur Verwahrung anvertraut. Seit 2015 erscheint eine Ausgabe der Gesammelten Werke Zoderers im Haymon Verlag, Innsbruck. Herausgeber sind Johann Holzner und das Forschungsinstitut Brenner-Archiv der Universität Innsbruck. Bislang erschienen, mit Material aus dem Vorlass des Autors angereicherten Einzelbänden: Das Schildkrötenfest (2015), Dauerhaftes Morgenrot (2015), Die Walsche (2016), Lontano (2017) und Der Schmerz der Gewöhnung (2020).
Ende 2020 ging zum 85. Geburtstag von Joseph Zoderer „eine umfassende Datenbank“ online.

## Preise, Auszeichnungen und Ehrungen
- 1981: Österreichisches Staatsstipendium
- 1983: Adolf-Grimme-Preis in Gold
- 1983: Literaturpreis des Kulturkreises im Bundesverband der Deutschen Industrie
- 1984: Marburger Literaturpreis (Förderpreis)
- 1985: Finalista Premio Napoli
- 1986: ITAS-Literaturpreis Trento
- 1986: Premio Catullo di Sirmione
- 1986: New-York-Stipendium des Darmstädter Literaturpreises
- 1987: Franz-Theodor-Csokor-Preis des Österreichischen PEN-Clubs
- 1986: Preis der Confederation Internationale Cinema dʼArt et dʼEssai am 39. Internationales Filmfestival von Locarno für den Film Die Walsche
- 1987: Fernsehfilmpreis der Deutschen Akademie der Darstellenden Künste für das Drehbuch zu Die Walsche
- 1988: Stadtschreiber in Edenkoben
- 1988–1989: DAAD – Stipendium Berlin
- 1998: Stipendium des Deutschen Literaturfonds
- 2000: Rotary-Preis der Region Trentino-Südtirol
- 2001: Eugen Viehof-Ehrengabe der Deutschen Schillerstiftung
- 2003: Hermann-Lenz-Preis
- 2005: Walther-von-der-Vogelweide-Preis
- 2007: Ehrenkreuz für Wissenschaft und Kunst I. Klasse der Republik Österreich
- 2007: Calwer Hermann-Hesse-Stipendium
- 2008: Ehrenbürger der Universität Innsbruck[11]
- 2012: Premio Ostana
- 2015: Ehrenbürger der Stadt Meran[12]
- 2022: Ehrenzeichen des Landes Tirol[13]

## Publikationen
- S Maul auf der Erd oder Dreckknuidelen kliabn. Südtiroler Mundarttexte, Zeichnungen von Luis Stefan Stecher, Relief-Verlag, München 1974.
- Die elfte Häutung. Lyrikband, Relief-Verlag, München 1975.
- Das Glück beim Händewaschen. Relief-Verlag, München 1976. Neuausgabe: Carl Hanser, München 1982, ISBN 3-446-13552-9. (Roman)[14][15]
- Pappendeckelgedichte. Verlag Galerie Prielhof, Eppan 1979. (Lyrikband)
- Die Walsche. Hanser, München-Wien 1982, ISBN 3-446-13603-7. (Roman)[14][15]
- Lontano. Hanser, München-Wien 1984, ISBN 3-446-14136-7. (Roman)[14]
- Dauerhaftes Morgenrot. Hanser, München-Wien 1987, ISBN 3-446-14883-3. (Roman)
- Schlaglöcher. Bd. 1. Edition Raetia, Bozen 1993, ISBN 88-7283-034-6. (Roman)
- Die Ponys im zweiten Stock. Bd. 2. Edition Raetia, Bozen 1994, ISBN 88-7283-061-3. (Erzählband)
- Das Schildkrötenfest. Hanser, München-Wien 1995, ISBN 3-446-18096-6. (Roman)
- Und doch das Schweigen verloren. Offizin, Meran 1995. (Prosafragment)
- Der andere Hügel. Bd. 3. Edition Raetia, Bozen 1995, ISBN 88-7283-071-0. (Roman)
- Als Anja dem Christkind entgegenging. Hanser, München-Wien 1996, ISBN 3-446-18486-4. (Erzählband)
- Der Schmerz der Gewöhnung. Hanser, München-Wien 2002, ISBN 3-446-20137-8. (Roman)[16][17][15]
- Wir gingen. Ce n’andammo. Edition Raetia, Bozen 2005, ISBN 88-7283-217-9. (Zweisprachiger Erzählband)
- Der Himmel über Meran. Hanser, München-Wien 2005, ISBN 978-3-446-20667-0. (Erzählband)
- Liebe auf den Kopf gestellt. Hanser, München-Wien 2007, ISBN 978-3-446-20932-9. (Lyrikband)[18]
- Die Farben der Grausamkeit. Haymon, Innsbruck 2011. (Roman) ISBN 978-3-939557-46-3.[19]
- Mein Bruder schiebt sein Ende auf. Haymon, Innsbruck 2012, ISBN 978-3-85218-759-4. (Erzählband)
- Hundstrauer. Mit Zeichnungen von Josef Fürpaß. Haymon, Innsbruck 2013, ISBN 978-3-7099-7047-8. (Lyrikband)
- Der Irrtum des Glücks. Haymon, Innsbruck 2019, ISBN 978-3-7099-3465-4. (Roman)
- Bäume im Zimmer. Haymon, Innsbruck 2022, ISBN 978-3-7099-8161-0. (Lyrikband)